# 은빛 총알은 없다
은빛 총알은 없다(No Silver Bullet – Essence and Accident in Software Engineering, 은환탄은 없다, 은탄이란 없다)는 1986년 튜링상 수상자 프레드 브룩스가 쓴 소프트웨어 엔지니어링에 관해 널리 논의된 논문이다. 브룩스는 "기술이든 관리 기법이든 한쪽으로만 이루어진 개발은 없으며 그 자체로 10년 안에 생산성, 신뢰성, 단순성 면에서 크기 정도의 개선만을 약속한다."고 논한다.

## 참고 문헌
- Brooks, Fred P. (1986). “No Silver Bullet — Essence and Accident in Software Engineering”. 《Proceedings of the IFIP Tenth World Computing Conference》: 1069–1076.
- — (April 1987). “No Silver Bullet — Essence and Accidents of Software Engineering”. 《IEEE Computer》 20 (4): 10–19. CiteSeerX 10.1.1.117.315. doi:10.1109/MC.1987.1663532.